# Armstrong Whitworth A.W. 55 Apollo
Dimensions
L'Armstrong Whitworth A.W. 55 Apollo est un quadriturbopropulseur de transport britannique développé en concurrence avec le Vickers Viscount. Victime de problèmes de mise au point de ses moteurs, il ne fut pas produit en série.

## Origine et développement
Parmi les recommandations du fameux Comité Brabazon chargé, en pleine Seconde Guerre mondiale, de définir les besoins de l’aviation commerciale une fois la guerre achevée, le Type II correspondait à un avion court-moyen courrier destiné aux réseaux européens. Sur cette base le Ministry of Supply émit le cahier des charges C.16/46 pour un appareil turbopropulsé devant transporter 24 à 30 passagers sur 1 600 km à 480 km/h. Pour répondre à cette spécification le bureau d’études Armstrong Whitworth dessina un monoplan à aile basse cantilever de construction entièrement métallique reposant sur un train d’atterrissage tricycle escamotable. Si la voilure affectait dès l’origine une envergure de 28 m, le fuselage fut progressivement allongé, passant de 19,6 à 20,7 puis 21,7 m, la capacité de la cabine pressurisée passant de 26 à 31 passagers. Simultanément le projet fut baptisé successivement Achilles, puis Avon, et finalement Apollo. Pour motoriser cet avion avait été choisi le turbopropulseur Armstrong Siddeley Mamba, qui offrait un maître-couple inférieur à ses concurrents, mais dont le développement débutait à peine et qui devait connaître de gros problèmes de mise au point.
Deux prototypes et une cellule d’essais statiques furent mis en chantier en 1948, et le premier prototype [VX220] (c/n AW.3137) prit l’air le 10 avril 1949 à Baginton avec des turbopropulseurs développant à peine 800 shp au lieu des 1 270 annoncés. Après une première tranche d’essais en vol de 9 heures l’avion fut jugé trop instable et nettement sous-motorisé. Les vols furent donc suspendus et l’appareil renvoyé en usine. L’introduction d’une arête dorsale de dérive résolut les problèmes de stabilité et les essais en vol reprirent en août 1949. Malgré des problèmes persistants de moteurs un certificat de navigabilité partiel fut accordé le 30 octobre 1950 avec l’immatriculation [G-AIYN] pour permettre le début des essais commerciaux. Le 12 mars 1951 eut lieu une liaison Baginton-Paris. 
Disponible en juillet 1951, le turbopropulseur Mamba Mk 504, développant 1 010 ch, souffrait encore de nombreux défauts et en juin 1952 le programme fut abandonné, laissant le champ libre au Vickers Viscount, conçu pour le même programme. Le prototype fut donc livré à l’Aeroplane & Armament Experimental Establishment de Boscombe Down en septembre 1952 pour y servir de support à des essais divers, rejoint un an plus tard par le second prototype [VX224/G-AMCH] (c/n AW.3138). Les deux appareils furent également brièvement utilisés par l’Empire Test Pilot’s School. Le premier fut finalement démoli en 1955 et le second livré au RAE de Farnborough, le fuselage servant à des tests de pressurisation avant d’être démoli à son tour dans les années 1970. 